# Bill Gilmour
Bill Gilmour, född i Powell River, Kanada 29 december 1942, är en kanadensisk politiker. Han satt i parlamentet för Reform Party 1993-2000.